# 5º Battaglione paracadutisti "El Alamein"
Il 5º Battaglione paracadutisti “El Alamein” è un’unità dell’Esercito Italiano, inquadrata nel 186º Reggimento paracadutisti "Folgore", con sede a Siena presso la Caserma "Roberto Bandini".

## Storia

### Le origini
Il V Battaglione paracadutisti viene costituito il 1º settembre 1941 all’interno del 2º Reggimento paracadutisti, parte della nascente Divisione Paracadutisti, presso la Regia Scuola paracadutisti di Tarquinia (VT). Il reggimento comprende un Comando, la compagnia cannoni da 47/32 Mod. 1935, ed i battaglioni paracadutisti V, VI e VII. L’anno successivo il V Battaglione, oramai maturo nei ranghi e nell’addestramento all’aviolancio, partecipa all’approntamento per l’Operazione “C3”, la presa d’assalto della roccaforte britannica di Malta. Nel luglio 1942 il battaglione si trova così impegnato in esercitazioni in Puglia, quando arriva l'ordine di dispiegamento in Africa Settentrionale. Lo stesso mese la Divisione Paracadutisti è rinominata Divisione di fanteria “Folgore” (185ª). Contestualmente i reggimenti vengono rinumerati ed il 2º Reggimento paracadutisti diviene 186º Reggimento fanteria "Folgore", mantenendo i suoi 3 battaglioni originari. Il V Battaglione, per un totale di circa 600 uomini al comando del Maggiore Giuseppe Izzo, è composto dalle compagnie Comando, 13ª, 14ª e 15ª. Ciascuna compagnia comprende un plotone comando e tre plotoni paracadutisti. 

### Impiego operativo
Da Ostuni, in Puglia, il V Battaglione raggiunge Atene (Grecia) per via ferroviaria, attraverso i Balcani. Successivamente, dalla capitale greca viene trasferito via aerea sull’aerocampo di Bu Amud, nei pressi di Tobruk. Dopo 15 giorni di riorganizzazione a Tobruk l’unità raggiunge El Daba, sede del Comando della Divisione “Folgore”, dove riceve l’ordine di sostituire in prima linea un battaglione del 12º Reggimento bersaglieri, nel settore di Gebel Kalach.
Dopo circa una settimana sulle posizioni di Gebel Kalach, il V Battaglione viene trasferito su automezzi nel settore di Bab El Qattara, per rilevare un battaglione di paracadutisti tedeschi su Forte Menton, un gruppo di opere difensive permanenti. Il V Battaglione si prepara a partecipare alla battaglia di Alam Halfa (nota anche come 2ª battaglia di El Alamein per alcuni storici), svoltasi dal 31 agosto al 6 settembre 1942. Sulle nuove posizioni il Battaglione viene fatto subito oggetto di violenti bombardamenti aerei e di artiglieria, che provocano le prime perdite. Da Forte Menton, in attesa dell’avanzata, i paracadutisti conducono aggressive azioni di pattuglia. Svanita la possibilità di aviolanciarsi sul nemico, i paracadutisti diventano presto entusiasti nel prendere parte a pattuglie, una modalità di combattimento che enfatizza le loro doti di intelligenza, spregiudicatezza e coraggio. E ben presto l’audacia di tali azioni inizia ad alimentare la fama della “Folgore” in entrambi i lati del fronte. Una di tali pattuglie, comandata dal Ten. Giovanni Gambaudo del VII Battaglione e composta da elementi tratti dal V, VII e 2º Gruppo Artiglieria “Folgore”, viene attaccata di notte da cinque trasporti cingolati "Bren Carrier". La pattuglia contrattacca con bombe a mano, catturandone uno e mettendo in fuga gli altri. Protagonisti della cattura sono il Sottotenente Giovanni Stassi e i caporali Pasquali e Giorgi, tutti della 14ª compagnia del V Battaglione. Il trofeo viene comunque assegnato al VII Battaglione.
Per l’offensiva il V Battaglione, affiancato dal VII, forma il Raggruppamento “Ruspoli” al Comando del Ten. Col. Marescotti Carlo Ruspoli principe di Poggio Suasa. A sua volta il Raggruppamento, assieme ad un altro composto da due battaglioni della Divisione “Brescia”, forma la Colonna “Parri”. Il V è il battaglione di punta nella formazione a losanga della Colonna, preceduto da una pattuglia di sicurezza al comando del Sottotenente Stassi. La puntata offensiva si apre con un massacrante movimento per il contatto, condotto a piedi, di notte, attraversando campi minati e portando tutto l’equipaggiamento, compreso l’armamento pesante, in spalla e trainando i cannoni a braccio. Il tiro dell’artiglieria nemica accompagna incessantemente il movimento.
Dopo pochi giorni l’offensiva si arena e il V Battaglione si attesta sulle posizioni raggiunte, in prossimità della depressione di Deir El Ankar, in previsione della controffensiva nemica. Le compagnie (13ª Tenente Alberto Gilli, 14ª Tenente Vincenzo Dello Russo e 15ª Capitano Secondo Rondelli) apprendono ben presto ad approntare gli apprestamenti difensivi di notte, dato che di giorno i concentramenti di artiglieria sono incessanti su tutto ciò che si muove.
Continuano intanto le azioni aggressive delle pattuglie notturne da combattimento. In un episodio, una pattuglia di collegamento con i battaglioni della Divisione “Brescia”, comandata dal Sottotenente Roberto Atzori, si scontra, nella notte del 1º settembre, con forti elementi motorizzati nemici e viene catturata. La stessa unità nemica viene raggiunta più tardi da uno dei battaglioni della “Brescia”. Nel corso del combattimenti Atzori e i suoi paracadutisti riescono a fuggire, portandosi dietro due prigionieri inglesi. La stessa notte, una pattuglia di esplorazione di cinque paracadutisti al comando del Sottotenente Stassi, sempre volontario per azioni del genere, si scontra prima con una pattuglia neozelandese, che viene messa in fuga dopo aver subito perdite. Successivamente, entra in contatto anche con una formazione motorizzata nemica. Nonostante l’inferiorità numerica, la attacca di sorpresa, catturando un autocarro, due camionette, un mortaio, due mitragliatrici e quattro prigionieri, con munizioni e viveri. Sfortunatamente, la notte successiva il valoroso Ufficiale, a bordo di uno dei mezzi catturati, incappa in una mina e rimane gravemente ferito, spirando qualche ora dopo. Le sue azioni valgono al Sottotenente Giovanni Stassi la Medaglia d’Oro al Valor Militare.
Nelle ultime fasi dell'operazione, il V Battaglione viene impiegato per rinforzare il settore del 19º reggimento di fanteria "Brescia" seriamente provato dalla controffensiva britannica (Operazione "Beresford"). Dopo quindici giorni di manovre e combattimenti, sotto l’incessante tiro dell’artiglieria, l’azione offensiva giunge a conclusione. Per i paracadutisti del V Battaglione, come prima prova del fuoco, essa ottiene l'importante risultato di mettere in pratica le tattiche di fanteria idonee a contrastare l'azione dei mezzi corazzati, che si sarebbero rivelate cruciali nei giorni a venire. Ma le perdite subite cominciano ad assottigliare le file del battaglione, che oramai scarseggia di ufficiali. Il 7 settembre tutta la linea nel settore di Deir El Ankar arretra di qualche chilometro e il V Battaglione si attesta su Deir Alinda, respingendo ogni notte attacchi nemici sotto il martellamento continuo dell’artiglieria.

### El Alamein
A metà settembre 1942 il V Battaglione si riunisce con il proprio reggimento di appartenenza nell'estrema ala sud dello schieramento, presso l'altopiano di Menahir El Daba, dove, con il VI Battaglione, costituisce il Raggruppamento "Tantillo". Il V Battaglione si trova a coprire una delle parti più delicate del fronte. Vista la conformazione del proprio settore, il Ten. Col. Izzo decide di schierare in linea tutte le sue compagnie, traendo però da ciascuna un plotone per costituire una forza rincalzo da impiegare eventualmente sul suo fianco destro (a sud). In tale parte del proprio settore si trovava infatti la rampa di Naqb Rala, dove il terreno scendeva dolcemente verso la Depressione di El Qattara. Da lì forze appiedate appoggiate da mezzi corazzati avrebbero potuto facilmente aggirare lo schieramento italiano, penetrando alle spalle dei battaglioni in difesa.
Dopo alcuni aggiustamenti iniziali, il V Battaglione assume lo schieramento finale e risulta così costituito:
- Comandante di Battaglione, Tenente Colonnello Giuseppe Izzo;
- Vicecomandante di Battaglione, Capitano Alberto Zingales (ufficiale distaccato dal 185º artiglieria “Folgore”);
- Aiutante Maggiore, Sottotenente Giovanni Mosotto;
- 13ª compagnia (Tenente Alberto Gilli), a sud-est, a copertura degli accessi a Naqb Rala;
- 14ª compagnia (Tenente Ferruccio Marangoni), a est-sud est, a circa due chilometri di distanza dallo schieramento principale e a difesa dell’imponente sperone roccioso di Qaret El Himeimat;
- 15ª compagnia (Sottotenente Ilio Finocchi) a est, sulla fronte principale del Battaglione;
- Compagnia Comando (Tenente Marco Gola), oramai ridotta a un plotone, a difesa degli accessi meridionali di Naqb Rala.

Alla vigilia della battaglia, il Battaglione conta anche su ulteriori reparti distaccati:
- un plotone minatori artieri (Sottotenente Raoul Di Gennaro) della 185ª compagnia minatori artieri “Folgore”;
- la 4ª batteria (Sottotenente Tullio Abelli) del 185º Reggimento Artiglieria “Folgore”;
- la compagnia cannoni (Sottotenente Gianni Cerri) del 186º Reggimento Fanteria “Folgore”;
- unità cannoni del 5º Battaglione bersaglieri in temporanea assegnazione.

In sintesi, gli oltre 6 chilometri di fronte del V Battaglione erano presidiati da meno di 400 paracadutisti malnutriti e provati dalla dura permanenza nel deserto, con 17 cannoni controcarro da 47/32, 9 mitragliatrici e 3 mortai da 81 mm al comando del Tenente Gola (già della 20ª compagnia mortai divisionale).
Il V Battaglione partecipa quindi alla seconda battaglia di El Alamein (terza per alcuni storici). Nella notte tra il 23 e il 24 ottobre, il settore del V Battaglione viene investito da un micidiale fuoco di artiglieria e da forze soverchianti. Arrestato sulla fronte senza possibilità di progressione, l'avversario tenta il temuto aggiramento da sud. Si tratta della 1ª Brigata “Francia Libera” (Generale Pierre Koenig) che vanta una forza di oltre 1500 uomini su 1º e 2º battaglione della Legione Straniera francese (13ª mezza brigata, Tenente Colonnello Dimitri Amilakvari), con carri armati, autoblindo, mortai e artiglierie in supporto. Il Ten. Col. Izzo, informato del pericolo, si pone immediatamente in prima persona ad organizzare le forze di rincalzo. Sono costituiti due gruppi di fuoco, uno al comando di Izzo stesso e l’altro al comando del Capitano Zingales. Vengono pertanto raggruppati tutti i paracadutisti disponibili, tra cui i plotoni in riserva, i minatori artieri del Di Gennaro, cucinieri, addetti ai rifornimenti, scritturali, portaordini, guardafili, artiglieri del 185°, per un totale di 98 uomini. Sono proprio questi istanti che Paolo Caccia Dominioni immortala con un suo famoso schizzo artistico: il Sottotenente Di Gennaro presenta la forza al Ten. Col. Izzo con i suoi minatori artieri sul “presentat’arm” chiedendo l’onore di partecipare al contrattacco. I due gruppi contrassaltano furiosamente, a colpi di moschetto e bombe a mano, la marea avanzante nemica, spegnendone l’impeto e causandone la ritirata, con notevoli perdite in uomini ed equipaggiamenti (cade anche il Comandante della 13ª semi brigata, Tenente Colonnello Amilakvari). Le perdite italiane ammontano ai due terzi della forza di contrassalto. Tra loro anche il Comandante del V Battaglione, che rimane gravemente ferito ma resta al proprio posto fino al termine dell'azione il mattino successivo (ciò gli varrà la Medaglia d'Argento al Valor Militare); il Capitano Zingales che, nonostante ferito a tutti e quattro gli arti, porta a compimento il risolutivo contrattacco dopo il ferimento di Izzo; cade il Tenente Gola, il cui eroico comportamento gli vale la Medaglia d’Oro al Valor Militare. Nei due giorni di violentissimi combattimenti le compagnie del Battaglione, falcidiate anche dai rigori del deserto, dalle malattie e dalla dissenteria, si riducono drasticamente nei ranghi, ma i capisaldi tengono. Il V Battaglione conta oramai poche decine di superstiti.
Dopo il ferimento e l’evacuazione sanitaria del Ten. Col. Izzo e del Capitano Zingales, il Comando del V Battaglione viene assunto dal Tenente Alberto Gilli, Comandante della 13ª compagnia. Nella notte tra il 2 e il 3 novembre il V Battaglione riceve l’ordine di ripiegamento. Distrutto tutto ciò che non è trasportabile, l’unità, dopo una lunga marcia notturna, raggiunge la sua nuova posizione a Gebel Kalakh, dove trova già schierato al suo fianco il VII battaglione del 186º Reggimento. Nei giorni successivi, arrivano dalle linee britanniche numerosi appelli alla resa, che vengono sistematicamente rigettati e seguiti da cannoneggiamenti di artiglieria. La notte del 4 novembre e per tutto il giorno successivo il Battaglione ripiega nuovamente, perdendo sistematicamente paracadutisti lungo il percorso, oramai sopraffatti dagli stenti. Il 6 novembre i pochi superstiti si confondono nelle colonne in ripiegamento di tutti i reparti della Divisione “Folgore”. In tarda mattinata alcuni autocarri riescono a raccogliere il massimo numero possibile di uomini, a meno degli Ufficiali, che continuano a piedi con il compito di raccogliere i dispersi. Alle 13.30 del 6 novembre rimangono, al limite della resistenza umana, solo il Tenente Gilli, Comandante il Battaglione, e i Sottotenenti Finocchi, Marvelli e Atzori con un paio di paracadutisti a concludere l’epopea del V Battaglione in terra d’Africa, prima di essere definitivamente circondati da formazioni corazzate nemiche.

### In Tunisia e scioglimento
Alcuni paracadutisti superstiti del V Battaglione, insieme ad alcuni effettivi che per vari motivi erano rimasti isolati nelle basi delle retrovie, proseguono nello sfuggire all’accerchiamento e affrontano una marcia di 3000 chilometri nel deserto per raggiungere la Tunisia, dove le forze italiane si stanno riorganizzando. 
I sopravvissuti vengono inquadrati, con quelli di altri reparti, nel CCLXXXV (285º) Battaglione “Folgore” di formazione al Comando del Capitano Carlo Lombardini e composto da 5 compagnie (107ª, Capitano Riccardo Caroli; 108ª, Tenente Rolando Giampaolo; 109ª, Tenente Ludovico Artusi; 110ª, Tenente Vittorio Raffaelli; 111ª, Tenente Bosco Corradini). L’unità è coinvolta in aspri combattimenti, spesso corpo a corpo e all’arma bianca, a Medenine, Gabes, El Mareth e Uadi Akarit.
Il 20 aprile 1943, oramai ridotta a circa 180 uomini inquadrati in due compagnie, l’unità partecipa all'epica battaglia di Takrouna, per poi cessare di esistere con la X Armata italiana nel maggio 1943. In una sua ultima cartolina dal fronte tunisino al Ten. Col. Izzo, il Sottotenente Giulio Orciuolo scrive: “È la Folgore, signor colonnello, che vive ancora e vivrà anche quando di noi non saprete più nulla”.

### Il secondo dopoguerra
Nel secondo dopoguerra viene riavviata la metodica ricostruzione della specialità paracadutisti, nell'ambito del Centro Militare di Paracadutismo (CMP). Il 1º gennaio 1963, a seguito della trasformazione del CMP, viene costituita la Brigata Paracadutisti. Contestualmente, con l'espansione del I Gruppo Tattico paracadutisti, nato nel 1958, si forma il 1º Reggimento paracadutisti, su due battaglioni, il II btg. ed il V battaglione, con sede nella Caserma "Vannucci" in Livorno.

#### La denominazioneEl Alamein
Con la ristrutturazione dell’Esercito Italiano avvenuta nel 1975, i due battaglioni divengono autonomi. Il V Battaglione assume la denominazione di 5º Battaglione paracadutisti "El Alamein".  L’8 aprile 1976, presso il “Campo di Marte” in Firenze il battaglione, al Comando del Ten. Col. Giuseppe Erriquez, riceve in consegna la Bandiera di Guerra, la Medaglia d’Oro al Valor Militare e le tradizioni del 186º Reggimento fanteria "Folgore". Il 19 giugno 1976 la Bandiera di Guerra viene aviolanciata per la prima volta. Il Battaglione è così articolato: Comandante e Comando di Battaglione, Compagnia Comando e Servizi, 3 compagnie fucilieri paracadutisti (13ª, 14ª e 15ª).
Nel 1977 il 5º Battaglione inizia il trasferimento presso la nuova sede, la Caserma "La Marmora" in Siena, resa disponibile dallo spostamento dell’84º Reggimento Fanteria “Venezia”. La caserma, nel 1996, verrà intitolata, in memoria alla Medaglia d'Oro al Valor Militare Roberto Bandini, Caserma "Roberto Bandini". La prima unità ad effettuare lo spostamento è la 13ª Compagnia del Capitano Calogero Cirneco, insieme alla Compagnia esplorante paracadutisti (CEPAR) di Brigata del Capitano Enrico Celentano. Le due compagnie vengono poste sotto un Comando di Distaccamento agli ordini del Magg. Giorgio Gualandi. Il 28 maggio del 1978, con il completamento del trasferimento del resto del 5º Battaglione, l’unità passa sotto il Comando del Ten. Col. Augusto Marinelli. Di fatto il battaglione lascia gran parte del suo personale anziano in servizio permanente nella sede livornese, mentre i più giovani danno nerbo alla ringiovanita unità nella sede senese.
Nel 1981 il 5º Battaglione Paracadutisti "El Alamein" assume la seguente configurazione:
- Comandante;
- Comando di Battaglione;
- Compagnia Comando e Servizi "Sorci Verdi";
- 11ª Compagnia fucilieri paracadutisti "Peste";
- 13ª Compagnia fucilieri paracadutisti "Condor";
- 14ª Compagnia fucilieri paracadutisti "Pantere Indomite";
- 15ª Compagnia fucilieri paracadutisti "Diavoli Neri";
- Compagnia mortai medi "Vampiri", presso la quale sono inquadrati i plotoni mortai da 81mm e i plotoni controcarri, inizialmente su cannone senza rinculo 106mm, montato su autovetture da ricognizione AR59, e successivamente con sistemi missilistici contro carro "MILAN".

Le compagnie fucilieri 13ª, 14ª e 15ª già facevano parte dell'allora V Battaglione, mentre la 11ª si unisce per trasformazione della Compagnia esplorante paracadutisti, ereditando le tradizioni della 11ª Compagnia paracadutisti inquadrata, durante la seconda guerra mondiale, nel IV Battaglione del 187º Reggimento paracadutisti "Folgore".
Nel 1982 il 5° partecipa alla missione Missione Italcon Libano a Beirut e nel 1991 alla Operazione Provide Comfort in Iraq. Nel luglio 1992 il Battaglione si rischiera a Palermo nell’ambito dell’Operazione Vespri Siciliani.

### Nel 186º Reggimento paracadutisti "Folgore"
Il 16 settembre 1992 il battaglione rientra nel sistema reggimentale e viene inserito nel ricostituito 186º Reggimento paracadutisti "Folgore" - che eredita le tradizioni del 186º Reggimento fanteria "Folgore" - come suo elemento di manovra.
La Bandiera di Guerra ritorna al Reggimento. Il 5º Battaglione continua ad operare nell'ambito del sistema reggimentale, come unità operativa del reparto partecipando a tutte le operazioni del 186º Reggimento con le proprie compagnie.
Impiegato nel 1993 nella missione IBIS in Somalia, prende parte alla battaglia del pastificio a Mogadiscio, la prima che vede coinvolti militari italiani dalla fine della seconda guerra mondiale, dove ebbe un caduto e diversi feriti.
Negli anni 2000, nella missione ISAF in Afghanistan il reggimento è coinvolto in numerosi scontri a fuoco.

## Configurazione attuale
IL Comandante del battaglione ha il grado di Tenente Colonnello.
Con l'ultima trasformazione organica dei reggimenti di fanteria, avvenuta nel 2011, il 5º Battaglione è attualmente costituito da:
- Comando di Battaglione;
- 13ª Compagnia fucilieri paracadutisti "Condor";
- 14ª Compagnia fucilieri paracadutisti "Pantere Indomite";
- 15ª Compagnia fucilieri paracadutisti "Diavoli Neri";
- 11ª Compagnia supporto alla manovra paracadutisti “Peste”, che riunisce i plotoni supporto di fuoco ed esploratori.

## Comandanti di Battaglione

### Dal 1941 al 1942
- Maggiore (poi ten.col.) Giuseppe Izzo

### Dal 1963 al 1992
Presso la sede di Livorno, fino al 1978
- Ten.Col. Tito Salmi
- Ten.Col. Emilio Manfrone
- Ten.Col. Spiridione Lulli
- Ten.Col. Giorgio Galassi
- Ten.Col. Franco De Vita
- Ten.Col. Italo Papalia
- Ten.Col. Lucio Innecco
- Ten.Col. Paolo Cristofari
- Ten.Col. Carlo Lorenzetti
- Ten.Col. Mario Chiabrera
- Ten.Col. Giuseppe Erriquez

Presso la sede di Siena, dal 1978
- Ten.Col. Augusto Marinelli
- Ten.Col. Francesco Merlino
- Ten.Col. Bruno Loi
- Ten.Col. Giocchino Grassi
- Ten.Col. Paolo Menchi
- Ten.Col. Pierluigi Torelli
- Ten.Col. Augusto Staccioli

### Dal 1992
Nell'ambito del riscostituito 186º Reggimento paracadutisti "Folgore", dal 1992:
- Ten. Col. Alessandro Puzzilli 16/09/1992-15/09/1993
- Ten. Col. Valentino Buttazzo 16/09/1993-15/09/1994
- Ten. Col. Antonio Satta 16/09/1994-17/09/1995
- Ten. Col. Maurizio Fioravanti 18/09/1995-31/08/1997
- Ten. Col. Marco Bedina 01/09/1997-06/09/1998
- Ten. Col. Rosario Castellano 07/09/1998-08/09/1999
- Ten. Col. Maurizio Morena 09/09/1999-10/09/2000
- Ten. Col. Massimo Mingiardi 11/09/2000-05/09/2001
- Ten. Col. Aldo Zizzo 06/09/2001-26/09/2002
- Ten. Col. Gabriele Toscani De Col 27/09/2002-14/10/2003
- Ten. Col. Lorenzo D'Addario 14/10/2003-14/10/2004
- Ten. Col. Domenico Di Rosalia 15/10/2004-1/12/2005
- Ten. Col. Roberto Angius 02/12/2005-25/10/2007
- Ten. Col. Claudio Ladisi 26/10/2007-30/10/2008
- Ten. Col. Alessandro Albamonte 31/10/2008-05/11/2009
- Ten. Col. Angelo Sacco 06/11/2009-19/11/2010
- Ten. Col. Sergio Cardea 19/11/2010-24/11/2011
- Ten. Col. Francesco Matarrese 25/11/2011-06/09/2012
- Ten. Col. Giuseppe Scuderi 07/09/2012-08/09/2013
- Ten. Col. Stefano Fanì 09/09/2013-24/07/2014
- Ten. Col. Federico Bernacca 25/07/2014-27/07/2015
- Ten. Col. Vincenzo Zampella 28/07/2015-15/09/2016
- Ten. Col. Massimiliano Mongillo 16/09/2016-10/08/2017
- Ten. Col. Francesco Errico 11/08/2017-06/09/2018
- Ten. Col. Enrico Iazzetta 07/09/2018-03/09/2020
- Ten. Col. Amos Virgona 04/09/2020-09/09/2021
- Ten. Col. Ivan Crescini 10/09/2021-15/09/2022
- Ten. Col. Giuseppe Petrella 16/09/2022-15/09/2023
- Ten. Col Dimitri Sasso 16/09/2023-11/10/2024
- Ten. Col Daniele Demaestri 12/10/2024-in corso